# 1867 a vasúti közlekedésben
Ez a szócikk a 1867-ben történt vasúti eseményeket mutatja be.

## Események Magyarországon
április 19-én adták át a Pest–Salgótarján vonalat